# Chlosyne rosita riobalsensis
Chlosyne rosita subsp. riobalsensis es una mariposa endémica de México perteneciente a la familia Nymphalidae, que fue descrita originalmente bajo el nombre científico de Chlosyne riobalsensis por Bauer,  en el año 1961.

## Descripción
Este taxón es muy similar en el dorso con Chlosyne janais gloriosa, sin embargo, la mejor manera de separarla es observando sus lados ventrales. Chlosyne rosita riobalsensis no presenta puntos blancos dentro de la celda discal, al contrario que C. j. gloriosa quien si los presenta. Ventralmente las alas anteriores tienen el mismo patrón que en su vista dorsal, tampoco presenta puntos blancos dentro de celda discal. Las alas posteriores son de color negro, sin muchas manchas, solo presenta una línea delgada  de color anaranjado en área postdiscal que va desapareciendo hacia el margen costal. Una serie de puntos blancos casi ausentes o muy borrosos o difusos en la región postdiscal externa. Presenta en su mayoría pelos blancos en los márgenes externo y anal. Antenas son de color negro con ápice blanco en su lado ventral. Palpos con pelos negros y una línea blanca. Tórax y abdomen de color negro, en su lado ventral. Las patas son de color anaranjado. Cerca de la celda costal, cerca del área basal presenta escamas amarillas.

## Distribución
Es un taxón endémico de México, se distribuye en el centro y suroeste de Guerrero, Ciudad de México,  Michoacán (áreas cercanas a la costa, centro y norte del estado),  Colima, Jalisco, Nayarit, Morelos y Oaxaca.

## Hábitat
Áreas abiertas del bosque subtropical. Selva baja caducifolia.  Algunos de los ejemplares colectados, son provenientes de Acahuizotla, Guerrero; Grutas de Cacahuamilpa, Mezcala, Río Balsas. En Michoacán: Arteaga;  Barranca de Cobano; Pedernales. En Morelos: Alpuyeca;  Cañón de Lobos; Cuernavaca; Tepoztlán y Yautepec, etc.

## Estado de conservación
No se encuentra enlistada en la NOM-059.